# Camille Bombois
Camille Bombois (1883-1970) fou un pintor naïf francès, el qual és conegut sobretot per les seues escenes de la vida al circ i nus.

## Biografia
Fill d'un barquer, la seua infantesa transcorregué en barcasses pels canals de França. Després fou llaurador a sou i lluitador en un circ ambulant. Des del 1907 feu de porter al metro de París, de bracer i d'estibador. Més tard treballà de nit en una impremta durant set anys per tal de tindre més temps per a pintar.
Lluità a la Primera Guerra Mundial i hi guanyà una medalla pel seu valor en combat. En tornar de la guerra descobreix que la seua muller va vendre algunes de les seues pintures, la qual cosa l'encoratjà a continuar pintant.
El 1922 una exposició al carrer de la seua obra va atreure l'atenció de Wilhelm Uhde (qui representava aleshores el també també naïf Henri Rousseau) i d'altres crítics, i a partir d'aquell moment pogué dedicar tot el seu temps a pintar.
Al final de la seua carrera va treballar principalment en mides petites i posant l'accent en el caràcter íntim de la seua obra.

## Llegat
Les seues obres tenen una excepcional força i vitalitat (com ara, L'atleta -vers el 1930, París, Museu d'Art Modern-, Canal de l'Armançon à Tonnerre, Marché des Fleurs à Honfleur, Nu aux bras levés, etc.).
La seua obra és exhibida actualment en diverses col·leccions museístiques, incloent-hi el Museu d'Art Modern de Nova York i el Museu Maillol de París.

## Curiositats

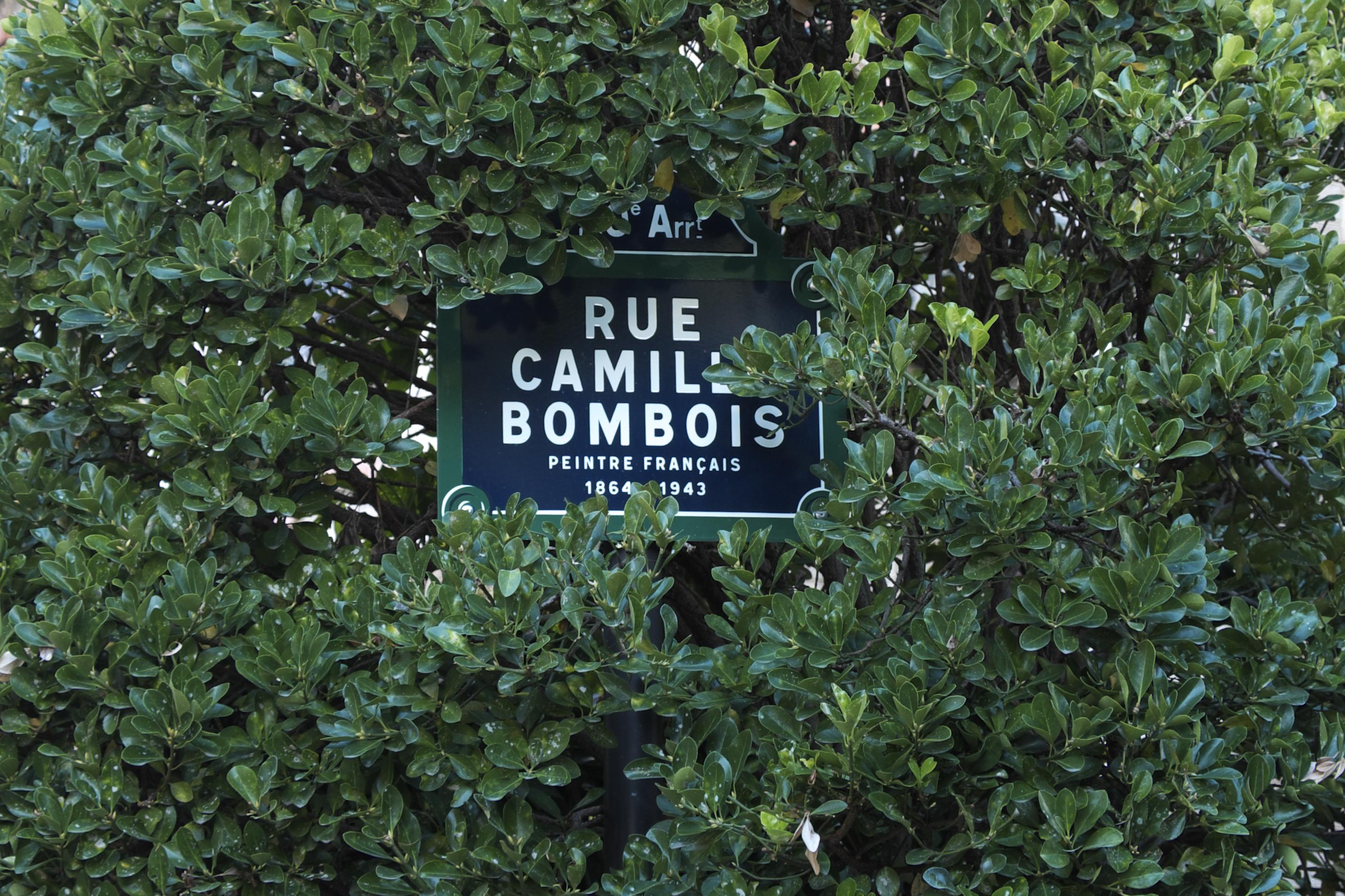
Placa del carrer Camille Bombois de París

Segons una ordenança de l'Ajuntament de París del 12 de desembre del 1994, el carrer del 20è districte de París anomenat provisionalment BW/20 va rebre el nom de Camille Bombois en honor d'aquest pintor mort en aquest mateix districte parisenc.